# Feston

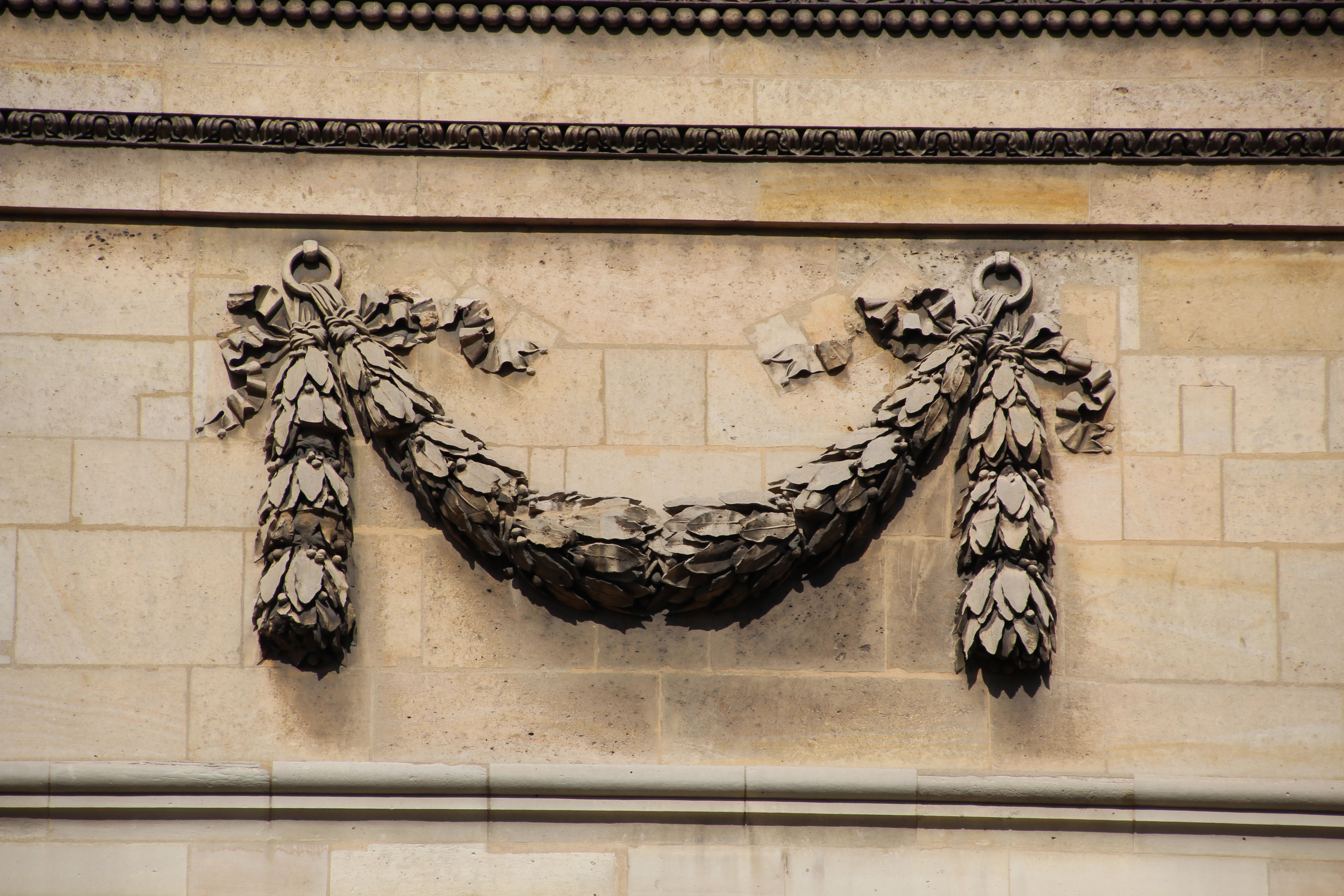
Feston z Panteonu w Paryżu

Feston – dekoracyjnie upięta tkanina (draperia) lub element dekoracyjny przedstawiający fragment tkaniny, wieniec z kwiatów, roślin lub owoców swobodnie zwieszający się z dwóch punktów zaczepienia. 
Znany w starożytności w architekturze greckiej i rzymskiej, gdzie związany był z kultami agrarnymi. Stosowany również jako motyw dekoracyjny w okresie renesansu, klasycyzmu, empire i secesji.